# Ruta de Illinois 122
La Ruta de Illinois 122, y abreviada IL 122 (en inglés: Illinois Route 122) es una carretera estatal estadounidense ubicada en el estado de Illinois. La carretera inicia en el oeste desde la IL 29     en Green Valley hacia el este en la IL 9     en Danvers. La carretera tiene una longitud de 50,7 km (31.53 mi).

## Mantenimiento
Al igual que las autopistas interestatales, y las rutas federales y el resto de carreteras estatales, la Ruta de Illinois 122 es administrada y mantenida por el Departamento de Transporte de Illinois por sus siglas en inglés IDOT.